# Скиту дин Вале (Олт)
Скиту дин Вале (рум. Schitu din Vale) насеље је у Румунији у округу Олт у општини Плешоју. Oпштина се налази на надморској висини од 144 m.

## Становништво
Према подацима из 2002. године у насељу је живело 242 становника, од којих су сви румунске националности.